# نیکلاس رالف پارکر
نیکلاس رالف پارکر (انگلیسی: Nick Parker؛ زادهٔ ۱۳ اکتبر ۱۹۵۴) فرد نظامی اهل بریتانیا است. وی همچنین برندهٔ جوایزی همچون نشان حمام و نشان امپراتوری بریتانیا شده‌است.